# 에프 중간자
에프 중간자(영어: f meson)는 위 쿼크와 아래 쿼크로 이루어진 중성 벡터 중간자다. 질량은 가장 가벼운 것은 약 500 MeV나, 더 무거운 공명 상태도 있다. 기호는 라틴 소문자 에프(f). 가장 가벼운 에프 중간자인 f0(500)은 시그마(σ) 또는 f0(600)으로도 불린다.

## 같이 보기
- 로 중간자
- 파이온
- 소문자 비 중간자